# Jean Bodin

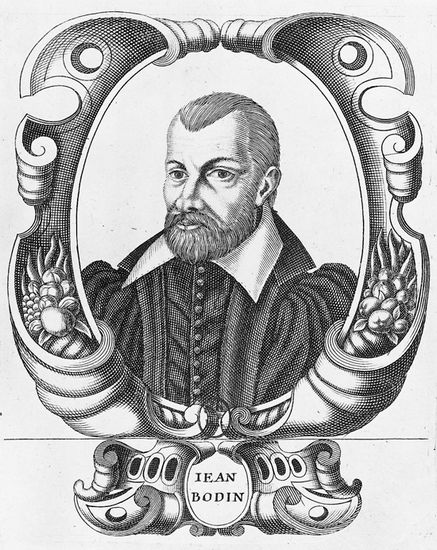
Jean Bodin

Jean Bodin (n. 1530, Angers, Franța – d. 1596, Laon, Crown lands of France⁠(d), Regatul Franței) a fost un jurist francez, și filosof politic, membru al parlamentului din Paris și profesor de Drept la Toulouse. Este considerat drept părintele științelor politice datorită contribuțiilor sale în dezvoltarea teoriei despre suveranitate; totodată este un scriitor influent despre demonologie.
Jean Bodin a tratat și problema toleranței religioase în lucrarea Colloquium septaplomeres de rerum sublimum - Colloque entre sept scavans qui sont de differens sentimens des secrets cachez des choses relevees.
Bodin a trăit în perioada următoare a Reformei Protestante și a scris împotriva contextului conflictului religios din Franța. El rămas un catolic nominal prin viața lui cu toate că a criticat  autoritatea papală asupra guvernărilor, favorizând controlul central a unei monarhii naționale ca un antidot la zbaterea facțională. 
Spre sfârșitul vieții el a scris, dar nu a publicat, un dialog printre diferite religii, incluzând reprezentanți ai Iudaismului, Islamului și teologiei naturale, în care toți cădeau de acord să coexiste în comun acord. 
1. ↑  Jean Bodin, Proiectul Gutenberg, accesat în 9 octombrie 2017
2. ↑  LIBRIS, 26 martie 2018, accesat în 24 august 2018
3. ↑  „Jean Bodin”, Gemeinsame Normdatei, accesat în 11 decembrie 2014
4. ↑  Jean Bodin, Les Classiques des sciences sociales, accesat în 9 octombrie 2017
5. 1 2  Autoritatea BnF, accesat în 10 octombrie 2015
6. ↑  BODIN JEAN, Encyclopædia Universalis, accesat în 9 octombrie 2017
7. ↑  Jean Bodin, EDIT 16: censimento nazionale delle edizioni italiane del XVI secolo
8. ↑  Jean Bodin, Lord Byron and his Times, accesat în 9 octombrie 2017
9. ↑  Encyclopædia Britannica Online
10. ↑  CERL Thesaurus
11. ↑  CONOR.SI[*] Verificați valoarea |titlelink= (ajutor)